# Homokbödöge
Homokbödöge község Veszprém vármegyében, a Pápai járásban.

## Fekvése
A település a Bakonyalján fekszik, Pápától 15 km-re. A környék kiváló túrázási lehetőségeket nyújt (Homokbödöge – Nagytevel – Király-kapu – Bakonybél).

### Megközelítése
A község csak közúton közelíthető meg, a Pápa-Béb között húzódó 8303-as úton. A legközelebbi vasúti csatlakozási lehetőség a Környe–Pápa-vasútvonal Ugod vasútállomása volt, mely mintegy 4 kilométerre északra található Homokbödöge központjától, de a vonalon 2007 óta nincs személyforgalom.

## Nevének eredete
Bödöge a szláv Budigaj személynévből származik. Feltételezések szerint a honfoglalók szláv népeket találtak a környéken, akik később beolvadtak a magyarságba.

## Története
Első említése 1243-ból származik, Bödöge néven. A 14. században két részre szakadt, Egyházasbedeghére és Homokbödögére. A település lakói 1543-ban elmenekültek a törökök elől; ekkor 1610-ig elnéptelenedett. Ezután többször cserélt gazdát.
A falu lakóiból 1848-ban 82-en jelentkeztek a nemzetőrségbe, majd később 19 újoncot soroztak be a honvédseregbe. A 19. század végén Homok-Bödöge néven kisközség volt Veszprém vármegye pápai járásában, 1209 magyar lakossal.
A település lakói közül az első világháborúban 44-en, a második világháborúban 28-an estek el.
1956-ban sokan menekültek el külföldre, hiszen féltek a szovjetektől. Az oroszok a szomszéd faluban éltek (Nagytevelen, Ruszkilaktanyán).
Homokbödöge lakossága az elmúlt években csökkent. A 19. századhoz viszonyítva a falu lakossága mindössze fele az akkorinak. Homokbödöge szinte teljesen magyarlakta település, néhány német és cigány család kivétel.
Szeghalmy Gyula így ír a településről az 1937-ben kiadott Dunántúli vármegyék című könyvében: „Nagyközség a pápai járásban. A határ egyik része dombos, másik része sík. A régi község valószínűleg Pusztabödöge nevű dűlőben feküdt. A török időben elpusztul. Új lakósai a szomszéd községből származtak, német ajkúak, de lassan elmagyarosodtak. Homokbödöge nevét valószínűleg homokos talajáról kapta. 1828-ban 1169, 1836-ban 1310, 1851-ben 1250 lakósa volt. Ma a lélekszám 1154, a házak száma 268. Lakói 3 német kivételével mind magyarok, kik közül 444 a r. kath., 2 a g. kath., 231 a ref., 462 az ág. ev., 15 az izr. egyházak hívei. Területe 2690 k. hold. Az összes gazdaságok száma 495, melyek közül a két legnagyobb 50-100 holdas birtok. Foglalkozás szerint 986 lakósa őstermelő, 83 iparos. A többi foglalkozási ág igen kevés számmal van képviselve.”

## Közélete

### Polgármesterek
- 1990–1994: Némethi Kálmán (független)[3]
- 1994–1998: Némethi Kálmán (független)[4]
- 1998–2002: Némethi Kálmán (független)[5]
- 2002–2006: Némethi Kálmán (független)[6]
- 2006–2010: Némethi Kálmán (független)[7]
- 2010–2014: Farkas Árpád Pál (független)[8]
- 2014–2019: Áldozó Péter (Fidesz-KDNP)[9]
- 2019–2024: Farkas Árpád (független)[10]
- 2024– : Obermayer Rita (független)[1]

### Alpolgármesterek
- 1990–2010: Ható Károly (független)
- 2010–2014: Némethi Kálmán (független)
- 2014–2019: Lukács Katalin (független)

### Országgyűlési választások

#### 2014
A 2014. április 12-én megtartott országgyűlési választásokon a Fidesz-KDNP pártszövetség a településen 183, míg a Jobbik 108 szavazatot szerzett.

## Egyéb érdekességek
- 2010-ben Homokbödöge megnyert egy pályázatot és egy játszótérrel lett gazdagabb. Jelenleg két játszótér van Homokbödögén.
- 2010-ben Homokbödöge adott otthont az I. cserkészkerület 5 évente megrendezésre kerülő nagy táborának és a csatlakozó belga cserkészeknek.
- 2015-től minden évben megrendezésre kerül a Komédiák Fesztivál, ami egy összművészeti karnevál színházzal, néptánccal, könnyű- és komolyzenei koncertekkel.
- 2016-ban Homokbödöge adott otthont a X. cserkészkerület 5 évente megrendezésre kerülő nagy táborának.
- 2014 májusában székely–magyar rovásírásos településnévtáblát avattak a falu határában.[11]
- Homokbödögén található az ország egyik legjobb épített pályája, rádió távirányítású (RC) off-road autó modellek számára. Minden évben több magyar bajnoki futamot és klub versenyt rendeznek a pályán.[forrás?]

## Művészeti és sportfoglalkoztatások
- Néptánc
- Művészeti oktatások
- Labdarúgás, kézilabda
- íjászat
- lovaglás
- vadászat (a sok erdőnek köszönhetően)

## Népesség
A település népességének változása:
| Lakosok száma | 701  | 703  | 703  | 626  | 642  | 612  | 599  |
|               | 2013 | 2014 | 2015 | 2021 | 2022 | 2023 | 2024 |

A 2011-es népszámlálás során a lakosok 92,6%-a magyarnak, 1,4% németnek, 1,6% cigánynak, 0,4% románnak mondta magát (7,2% nem nyilatkozott; a kettős identitások miatt az végösszeg nagyobb lehet 100%-nál). A vallási megoszlás a következő volt: római katolikus 39,5%, református 22,4%, evangélikus 16,6%, felekezeten kívüli 7,5% (12,6% nem nyilatkozott).
2022-ben a lakosság 90,5%-a vallotta magát magyarnak, 1,7% németnek, 1,1% cigánynak, 0,6% románnak, 0,2% szlováknak, 0,2% lengyelnek, 1,9% egyéb, nem hazai nemzetiségűnek (8,7% nem nyilatkozott; a kettős identitások miatt a végösszeg nagyobb lehet 100%-nál). Vallásuk szerint 33,2% volt római katolikus, 15,1% református, 11,2% evangélikus, 0,2% görög katolikus, 1,7% egyéb keresztény, 1,4% egyéb katolikus, 6,4% felekezeten kívüli (30,7% nem válaszolt).

## Nevezetességei
- evangélikus templom – épült 1779 és 1781 között
- Református templom – épült 1784-ben
- Római katolikus templom – épült 1837-ben
- Dózsa György utcai szoborpark
- Téglagyár, és a téglagyári tó
- Az iskolaudvar fala minden évben újabb festést kap, általában graffitit festenek rá

## Turizmus
Homokbödöge a vadászok számára maga a paradicsom, ezért sok vadász látogatja meg mindig a települést. Ezt a sok erdő teszi lehetővé. Homokbödöge turizmusát az is segíti, hogy több panzió is van a településen. Néhányan csak a pihenést keresik a kis településen és általában meg is találják.

## Itt születtek, itt éltek
- Czimber Gyula - egyetemi tanár, agrármérnök, biológus itt született 1936. január 2-án.
- Homokbödögén élt, s lakott Takács Imre író. Egy könyvet is írt Titkos Fogadalom címmel. Ebben leírja Homokbödögét, s az itt szerzett tapasztalatokat.